# V8キッド
『V8キッド』（ブイはちキッド）は、もとはしまさひでによる日本の漫画作品。『コミックボンボン』（講談社）にて連載されていた。最終話では第一部完とされながらも第二部の再開は無かった。単行本は全5巻。

## あらすじ
大地震によって日本の本州から分離した千葉県と茨城県が基になって生まれた独立国家「チバラギ共和国」。この国で最速の男、城戸はしる（通称キッド）を中心にしたカーコメディ。

## 登場人物
城戸はしる
本作の主人公。通称キッド。サングラスを決して外さない。有名走り屋チーム「紅抜刀瑠（レッドバトル）」の総長であり、「チバラギでいちばんはやい男」と目される存在。その天才的なドラテクもさることながら、メカニックとしても東尾ヒトシを唸らせるほどの超一流であり、愛車ヘバルに様々な改造を施している。普段は魚屋で生計を立てている。もとはしまさひで作品の主人公には珍しく、特に反社会的なキャラクターではない。
城戸キヨタ
主人公の弟。こちらもサングラスを決して外さない。
城戸大五郎
主人公兄弟の父。
城戸真知子
主人公兄弟の母。
東尾マキ
本作のヒロインその1。東尾ヒトシの娘であり、東尾レーシング唯一の従業員。キッドの小学生時代の同級生であり、「お嫁にして」とアタックをかけるほど惚れている。料理上手である。
東尾ヒトシ
東尾マキの父親。幻の名チューナーであり、東尾レーシングの社長。
カレラ
本作のヒロインその2。レディースチーム「澄彼兎（スカーレット）」の総長。キッドの渋さ、ドラテクに惚れる。神竜に惚れられており、色々と迷惑を被る。お嬢様育ちで、全くの料理下手である。美人の母と姉がいる。
神竜豪次
主人公のライバル。神竜グループの御曹司であり、「阿修零(アシュレ)」の総長。
三日月ジンタロー
「阿修零」の副長。
伸吉
「阿修零」のメンバー。サングラスをしたモヒカン頭の男。
中嶋
神竜のお抱え運転手。元プロレーサー。